# Preston Burpo
Preston Burpo (Bethesda, Maryland, Estados Unidos; 26 de septiembre de 1972) es un exfutbolista estadounidense. Jugaba de guardameta y su último club fue el New England Revolution de la Major League Soccer en 2010.
Es el entrenador de porteros del New York Red Bulls desde 2016.

## Clubes

### Como jugador
| Club                   | País           | Año       |
| ---------------------- | -------------- | --------- |
| Boston Storm           | Estados Unidos | 1995      |
| New Hampshire Phantoms | Estados Unidos | 1996      |
| Harbour View           | Jamaica        | 1996-1997 |
| Seattle Sounders (USL) | Estados Unidos | 1997-2005 |
| Chivas USA             | Estados Unidos | 2006-2007 |
| San Jose Earthquakes   | Estados Unidos | 2008      |
| Colorado Rapids        | Estados Unidos | 2008-2009 |
| New England Revolution | Estados Unidos | 2010      |

### Como entrenador de porteros
| Club               | País           | Año           |
| ------------------ | -------------- | ------------- |
| Montreal Impact    | Canadá         | 2012          |
| D.C. United        | Estados Unidos | 2013-2014     |
| New York Red Bulls | Estados Unidos | 2016-2020     |
| Austin FC          | Estados Unidos | 2021-presente |